# 谷川薫
谷川 薫（たにがわ かおる、1958年9月24日 - ）は、日本の実業家。兼松株式会社、代表取締役会長。兵庫県出身。

## 経歴・人物
1958年、兵庫県にて出生。
理系出身で、主に電子・デバイス部門でキャリアを積み、2017年に社長に就任した。

### 略歴
- 1981年3月 - 明治大学工学部卒業、兼松江商入社
- 2011年4月 - 東京本社企画部長
- 2013年6月 - 取締役 電子・デバイス部門担当
- 2014年6月 - 常務執行役員 電子・デバイス部門長
- 2015年4月 - 取締役 専務執行役員 電子・デバイス部門長 企画担当
- 2017年6月 - 代表取締役社長
- 2021年 - 代表取締役会長